# SY Hildegarde et SY Hiawatha
Le SY Hildegarde et le SY Hiawatha étaient des yachts à vapeur affrétés par le Ministère de l'Agriculture, de la Pêche et de l'Alimentation (Royaume-Uni)- Direction des pêches, désormais connue sous le nom de Centre des sciences de l'environnement, des pêches et de l'aquaculture (Royaume-Uni) (Cefas) entre 1912 et 1914 pour enquêtes sur la pêche.

## Historique
En janvier 1910, sur ordre du Chancelier de l'Échiquier, Trésor de Sa Majesté a confié la responsabilité des enquêtes sur la pêche en mer du Nord au Conseil de l'agriculture et de la pêche (devenu ensuite le MAFF), qui a ensuite été contraint de passer un accord avec la Marine Biological Association of the United Kingdom (MBA) sur la manière dont les enquêtes scientifiques pourraient se poursuivre dans l’avenir, à l’appui du Conseil international pour l'exploration de la mer (CIEM). Le 1er avril 1910, le personnel du laboratoire des pêches de Lowestoft a été muté au 43 Parliament Street, à Londres, en qualité de fonctionnaire. L’association a fermé le laboratoire des pêches de Lowestoft et vendu le RV Huxley. En conséquence, le personnel basé à Londres a été contraint de faire ses recherches à bord de navires de commerce affrétés.
Cependant, au cours de l'exercice financier 1912-13, une subvention supplémentaire a été dégagée afin de permettre à l'Office de l'agriculture et de la pêche d'affréter le yacht à vapeur Hildegarde pour une série d'études spécifiques sur les conséquences néfastes du chalutage sur les populations de hareng. Ces enquêtes sur le hareng ont utilisé une variété de filets, notamment des chaluts à crevettes, des chaluts à prises alternatifs et des filets dérivants à hareng. Le navire opérait dans le sud de la mer du Nord, mais en particulier dans les zones de pêche au hareng situées autour du Wash et de la côte nord du comté de Norfolk. Une deuxième subvention a été dégagée pour l'affrètement de navires au cours de l'exercice suivant (1913-1914), afin de permettre la poursuite de ces études sur le SY Hildegarde.
En 1914, l'Office de l'agriculture et de la pêche commença également à utiliser le yacht à vapeur Hiawatha. Des missions ont été effectuées dans tout le sud de la mer du Nord (aussi loin que la côte nord du comté de Northumberland, le long de la côte néerlandaise et autour de l’Est-Anglie), axées sur l’échantillonnage de plancton et les ressources halieutiques en utilisant divers chaluts de fond. Presque tout ce travail a pris fin brusquement en août 1914 avec le déclenchement de la Première Guerre mondiale .
L'Office de l'agriculture et de la pêche a effectué des études supplémentaires sur le sprat et le petit hareng en 1915 et 1916 à bord du navire de pêche affrété SS Unity (LO.170), mais limité à la côte est et à l'estuaire de la Tamise.

## Plus de détails sur SY Hildegarde et SY Hiawatha
Bow, McLachlan and Company (en) était une société écossaise d'ingénierie maritime et de construction navale qui exerçait ses activités entre 1872 et 1932.
Les navires construits en 1904 comprenaient le yacht à vapeur Hildegarde, commandé par John Denison-Pender, 1er Baron Pender. À la suite d'une charte de l'Office de l'agriculture et de la pêche en 1912 et avant la première guerre mondiale, le SY Hildegarde a été renommé Managem. Le 15 janvier 1917, il fut réquisitionné par la Royal Navy et armé d'un canon de 12 livres. Il a servi dans la Special Yacht Squadron dans toute la Méditerranée et le golfe de Suez. Il était notamment stationné au large d’Eilat en Israël et avait l'habitude de relayer des messages d'espionnage de la part d'agents à terre , à déposer des agents et des espions sur les côtes de la Palestine et de la Syrie et à transmettre des messages télégraphiques du navire aux services de renseignements britanniques au Caire. Finalement, il a été décidé de retirer le yacht du service et d'utiliser des pigeons voyageurs pour transmettre les informations, en raison de la présence de sous-marins allemands dans la région.
Le SY Hiawatha a été construit comme le yacht à vapeur Nora par Charles Mitchell & Co, Low Walker de Newcastle Upon Tyne. Il a été lancé le 21 décembre 1879, mais a été rebaptisé SY Hiawatha en 1888 lorsqu'il a été repris pare Donald Horne Macfarlane et réenregistré à Southampton. Il était propulsé par une hélice à vis unique et une machine à vapeur construite par R & W Hawthorn de Newcastle. Au cours de sa longue vie, il a eu de nombreux changements de propriétaires et de noms (et fut connu sous les noms de Clara, Polygon, La Valette, Akbas et Yenigundogdu), mais entre 1913 et 1915, il avait repris le nom de Hiawatha et appartenait à Noel Pemberton Billing et enregistré à Londres. En 1916, il a été converti en navire de sauvetage et entre novembre 1917 et 1919, il a été employé au service de l'Amirauté britannique sous le nom de La Valette. En 1966, Il fut finalement transformé en cargo et finit sa vie en tant que B. Kartal en Turquie, où il fut finalement démantelé en 1982.

## Navires du Cefas
| - RV Huxley (1899-1902) - SS Joseph & Sarah Miles (1920–1922) - RV George Bligh (1921–1939) - RV Onaway (1930–1960) - RV Platessa (1946–1967) - RV Ernest Holt (1946–1971) - RV Sir Lancelot (1947–1960) | - RV Tellina (1960–1981) - RV Clione (1961–1988) - RV Corella (1967–1983) - RV Cirolana (1970–2003) - RV Corystes (1988–2003) - RV Cefas Endeavour (2003–présent) |

### Note et référence
1. ↑  Réquisition par la Royal Navy des yachts et chalutiers
2. ↑  Espionnage militaire de la Royal Navy

- (en) Cet article est partiellement ou en totalité issu de l’article de Wikipédia en anglais intitulé « SY Hildegarde and SY Hiawatha » (voir la liste des auteurs).